# Adrolampis maculisnigris
Adrolampis maculisnigris är en insektsart som beskrevs av Marius Descamps 1983. Adrolampis maculisnigris ingår i släktet Adrolampis och familjen Romaleidae. Inga underarter finns listade i Catalogue of Life.